# Berlingen (Svizzera)
Berlingen (toponimo tedesco) è un comune svizzero di 887 abitanti del Canton Turgovia, nel distretto di Frauenfeld.

## Geografia fisica
Berlingen si affaccia sul lago di Costanza (Untersee).

## Società

### Evoluzione demografica
L'evoluzione demografica è riportata nella seguente tabella:
Abitanti censiti

## Amministrazione
Fino al 2010 ha fatto parte del distretto di Steckborn. Ogni famiglia originaria del luogo fa parte del cosiddetto comune patriziale e ha la responsabilità della manutenzione di ogni bene ricadente all'interno dei confini del comune.

## Infrastrutture e trasporti
Berlingen è servito dall'omonima stazione sulla ferrovia Sciaffusa-Rorschach.